# Брусилівський заказник
Брусилівський — ландшафтний заказник місцевого значення в Україні. Об'єкт природно-заповідного фонду Житомирської області. Пам'ятка знаходиться на території Ольшанського лісництва Романівського лісгоспу.
Площа 5,0 га. Статус надано згідно з рішенням 20 сесії 8 скликання Житомирської обласної ради від 20.06.2024 року №767. 
Ландшафтний заказник місцевого значення створено з метою охорони природних комплексів та ландшафтів, а також збереження лісових насаджень біля населених пунктів. 